# هيئة الرقابة على الأسواق المالية السويسرية
هيئة الرقابة على السوق المالية السويسرية ( FINMA )  هي الهيئة الحكومية السويسرية المسؤولة عن التنظيم المالي.ويشمل ذلك الإشراف على البنوك وشركات التأمين والبورصات وتجار الأوراق المالية، فضلاً عن الوسطاء الماليين الآخرين في سويسرا.
تأسست هيئة الإشراف على السوق المالية السويسرية (FINMA) في عام 2007، وخلفت لجنة الخدمات المصرفية الفيدرالية ،  وبالتالي تم تأسيس بنك (EBK-CFB) في عام 1934. وهي مؤسسة مستقلة لها شخصيتها القانونية الخاصة ومقرها برن. وهي مستقلة مؤسسيًا ووظيفيًا وماليًا عن الإدارة الفيدرالية المركزية ووزارة المالية الفيدرالية وتقدم تقاريرها مباشرة إلى البرلمان السويسري.

## ملحوظات
1. ↑  الألمانية: eidgenössische Finanzmarktaufsicht, الفرنسية: Autorité fédérale de surveillance des marchés financiers, الإيطالية: Autorità federale di vigilanza sui mercati finanziari
2. ↑  الألمانية: eidgenössische Bankenkommission; الفرنسية: Commission Fédérale des Banques

## روابط خارجية
- الموقع الرسمي